# Havnelev-Boestofte
Havnelev-Boestofte er en by på Stevns i Sydsjælland med 228 indbyggere  (2024). Byen er beliggende 3 km nordvest for Rødvig og 7 km sydvest for Store Heddinge. Havnelev-Boestofte er dannet ved sammenvoksning af byerne Havnelev og Boestofte, der begge ligger i Stevns Kommune. Byen breder sig over sognene Havnelev, Frøslev og Lyderslev.
I Boestofte findes Gymnastikefterskolen Stevns og i Havnelev findes Havnelev Kirke.